# 1303
| 1303               |
| ------------------ |
| Dødsfald - Fødsler |
|                    |

| Gregoriansk kalender | 1303 MCCCIII            |
| Ab urbe condita      | 2056                    |
| Armensk kalender     | 752 ԹՎ ՉԾԲ              |
| Kinesiske kalender   | 3999 – 4000 壬寅 – 癸卯 |
| Etiopisk kalender    | 1295 – 1296             |
| Jødisk kalender      | 5063 – 5064             |
| Hindukalendere       |                         |
| - Vikram Samvat      | 1358 – 1359             |
| - Shaka Samvat       | 1225 – 1226             |
| - Kali Yuga          | 4404 – 4405             |
| Iransk kalender      | 681 – 682               |
| Islamisk kalender    | 702 – 703               |

Konge i Danmark: Erik 6. Menved 1286-1319

## Begivenheder
- Den senere kong Christoffer 2. bliver hertug af Estland.
- Benedikt 11. bliver pave.

## Født
- Omkring 1303 – Birgitta af Vadstena, svensk adelskvinde (død 1373).

## Dødsfald
- 11. oktober – Pave Bonifatius 8., italiensk pave (født ca. 1230).